# Mesfin Hagos
Mesfin Hagos (* 1947 in Quazien, Zentralregion Maekel, Eritrea) ist ein eritreischer Politiker, der seit 2001 im Exil lebt.

## Leben
Hagos verließ im Alter von 19 Jahren die Schule, um sich 1966 der Eritreischen Befreiungsfront (ELF) anzuschließen. Er wurde, auch wegen seiner Sprachkenntnisse, ausgewählt, um an der Whampoa-Militärakademie in Nanking in der Volksrepublik China die Grundtechniken des Guerillahandwerks zu lernen. Die Volksrepublik unterstützte damals die eritreischen Rebellen in deren Kampf gegen das Kaiserreich Abessinien um die Unabhängigkeit des Landes. Hagos wurde anschließend Unterkommandant der ELF-Kampfzone 5.
1970 verließen Hagos und Isayas Afewerki die ELF, kämpften jedoch weiter für die Unabhängigkeit Eritreas. Hagos war Gründungsmitglied der Eritreischen Volksbefreiungsfront (EPLF) und wurde sehr bald der Stabschef der Kampfeinheiten der Partei. Sein größter militärischer Erfolg war der Sieg in der Schlacht von Afabet, in der es den Eritreern gelang, größere äthiopische Verbände einzukesseln und zu besiegen. In der Schlacht hatte Hagos den Befehl Afewerkis missachtet, sich auf Nakfa zurückzuziehen. Durch den Sieg war der Weg geebnet, um wichtige Städte wie Asmara oder den Hafen Massaua zu befreien.
Nach der Unabhängigkeit Eritreas 1991 unterlag Hagos Afewerki bei der Präsidentenwahl knapp und wurde für ein Jahr der Verteidigungsminister des Landes. Die EPLF gab sich 1993 einen demokratischen Anstrich und nennt sich bis heute Volksfront für Demokratie und Gerechtigkeit (PFDJ). 1995 verließ Hagos den Posten des Verteidigungsministers und wurde Leiter der Regionalverwaltung des Debub, des südlichen Eritreas.
2001 unterzeichnete Hagos mit 15 anderen Politikern und Militärs Eritreas (G-15: Gruppe der 15) einen offenen Brief an den inzwischen als Diktator agierenden Afewerki, in welchem sie die mit der Unabhängigkeit des Landes versprochene Verfassung, die Zulassung von Oppositionsparteien und freie Wahlen einforderten. Von den 16 Unterzeichnern des Briefes sind nur wenige im Ausland und auf freiem Fuß, der Rest wurde verhaftet und interniert. Hagos war zum Zeitpunkt der Verhaftungen außer Landes und lebt heute in Frankfurt am Main, seine Familie lebt in Schweden.
Hagos ist heute ein Mitglied der Eritreischen Demokratischen Partei, die im Exil arbeitet.